# Blocatge de branca dreta
El blocatge de branca dreta del feix de His (BBDFH) o, senzillament, blocatge de branca dreta (BBD) és un trastorn de sistema de conducció elèctrica del cor que es pot veure en un electrocardiograma (ECG). En aquest trastorn, per afectació de la branca dreta del feix de His, l'activació del ventricle dret del cor es retarda, la qual cosa fa que el ventricle dret es contragui més tard que el ventricle esquerre.

## Tipus electrocardiogràfics
- Blocatge incomplet de branca dreta (BIBD) o BIBDFH: Quan el complex QRS és menor de 120 ms.
- Blocatge complet de branca dreta (BCBD) o BCBDFH: Quan el complex QRS és de 120 ms o més.

## Causes
Les causes habituals inclouen: variació normal, canvis en l'estructura de la branca del paquet, com ara estiraments mecànics, traumatisme toràcic, hipertròfia ventricular dreta o disfunció cardíaca dreta, cardiopatia congènita com ara defecte septal auricular, i cardiopatia isquèmica. A més, un bloqueig de branca dreta també pot resultar de la síndrome de Brugada, embòlia pulmonar, Valvulopatia, miocarditis, miocardiopatia, o hipertensió.
Les causes del blocatge incomplet de la branca dreta són la remodelació ventricular dreta induïda per l'exercici, l'augment del gruix de la paret lliure del ventricle dret, especialment en atletes a causa d'un exercici de resistència prolongat.